# Iset (Tochter von Ramses VI.)
Iset (E), auch Aset oder Isis genannt (* vor 1135 v. Chr.), war eine altägyptische Prinzessin aus der 20. Dynastie, die zur Stärkung des – schwindenden – königlichen Einflusses im Süden Ägyptens von ihrem Vater Pharao Ramses VI. mit dem aus der Übung gekommenen Amt der „Gottesgemahlin des Amun“ betraut und dadurch mit einer bedeutenden religiösen und politischen Funktion als Göttin und Gottesgemahlin und damit höchste Priesterin des Gottes Amun, in Theben, ausgestattet wurde. Sie war auch die erste, die den weiteren Titel „Göttliche Verehrerin des Amun“ trug. Entgegen der früheren Tradition war sie nicht verheiratet, hinterließ daher auch keine Nachkommenschaft.

## Herkunft

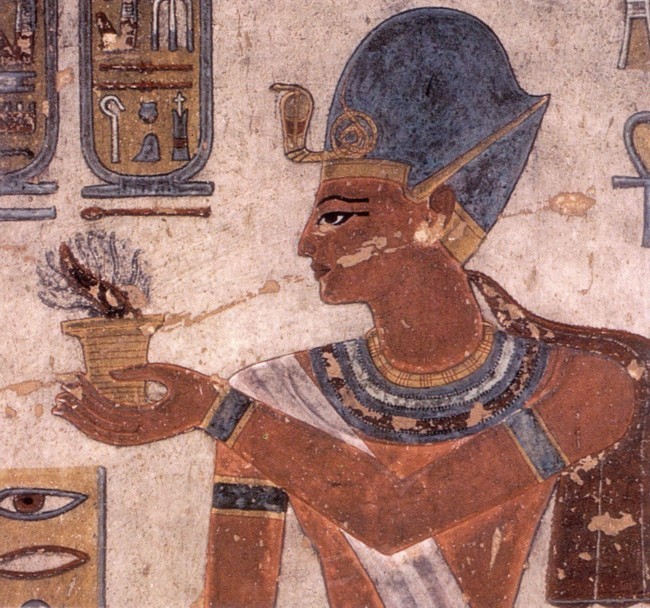
Ramses III. beim Weihrauchopfer in Grab KV11 (Großvater von Iset E)

Iset war eine Enkelin von Ramses III., der als 2. Pharao der 20. Dynastie von 1186 bis 1154 v. Chr. regierte, und dessen Großer königlicher Gemahlin Iset D Ta-Hemdjert (Isis II.), die in ihrem Grab QV51 im Tal der Königinnen dargestellt ist. Über deren Herkunft ist nur der Name ihrer Mutter, Hemdjeret, bekannt, der allerdings nicht ägyptischer, sondern syrischer (akkadischer) Herkunft ist.

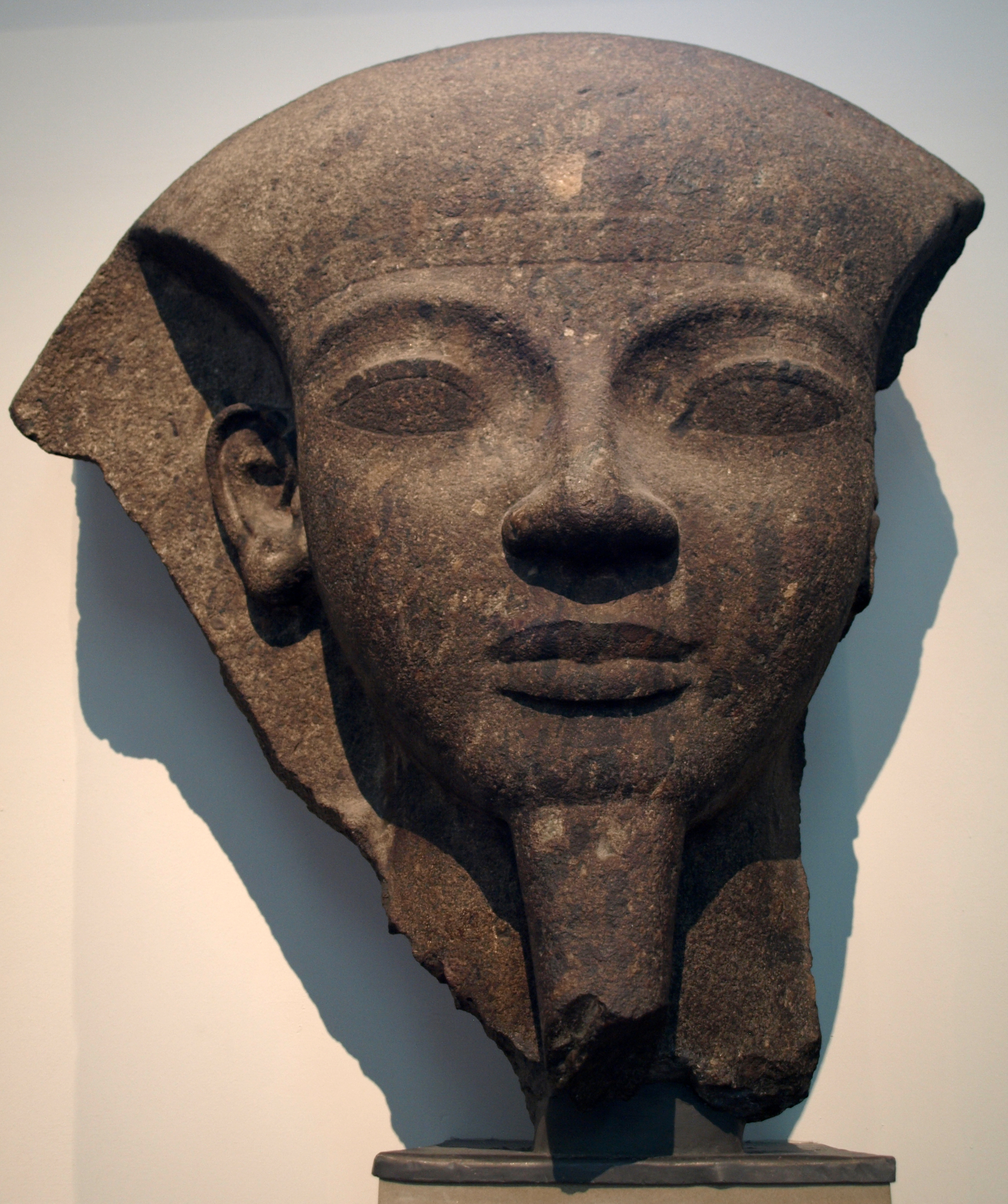
Fragment vom Sarkophag Ramses VI. (British Museum)

Isets Eltern waren Ramses VI., der von 1143 bis 1135 v. Chr. als fünfter Pharao der 20. Dynastie regierte, und dessen „Große königliche Gemahlin“ Nubkhesbed („Gold und Lapislazuli“).

## Leben

### Kindheit
Über das Leben Isets sind nur wenige Details bekannt. Sie wuchs wohl am Hof ihres Vaters, Pharao Ramses VI., in der Stadt Memphis auf, die während des Neuen Reiches etwa von 1213 bis um 1077 Hauptstadt des Königreiches war. Die Ruinen von Memphis befinden sich am Beginn des Nildeltas nahe der Stadt Mit Rahina etwa 18 km südlich von Kairo. Mit Iset wuchsen ihre Brüder auf: Ramses VII., der auf ihren Vater als 6. Pharao der 20. Dynastie folgte und etwa von 1136 bis 1129 regierte, Amenhirkopshef D (Amenherkhepshef), der jedoch vor seinem Vater starb und im Tal der Könige in Grab KV13 in dem wiederverwendeten Sarkophag der Tawosret, die als letzte Pharaonin der 19. Dynastie um 1188 v. Chr. starb, begraben wurde, und Panebenkemyt, von dem man nur weiß, dass er auf einer Statue seines Vaters abgebildet ist, die sich heute im Museum von Luxor befindet.

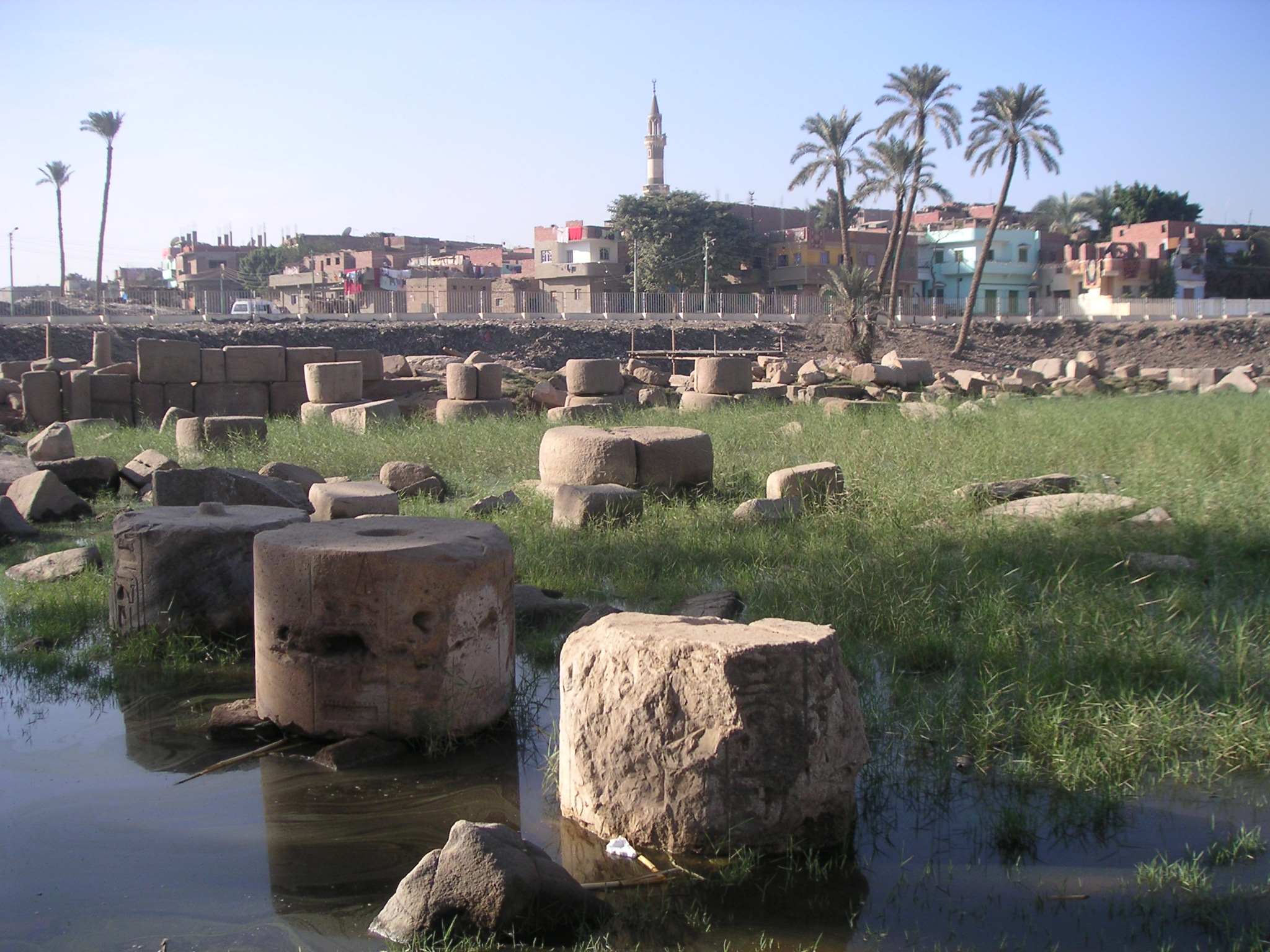
Memphis, Ruinen des Tempels des Ptah

Die Stadt, in der Iset aufwuchs, war bereits unter der 19. Dynastie aufgeblüht und war zur Zeit der Königstochter Sitz der Zentralverwaltung und des Militärkommandos und spielte auch religiös eine wichtige Rolle durch die lokale Verehrung des Schöpfergottes Ptah, dem der Tempel des Ptah, eine der ältesten und bedeutendsten Tempelanlagen des Alten Ägypten, geweiht war. Aus politischen Gründen kam es allmählich zu einem Synkretismus, indem man drei regional verehrte Götter, den Schöpfergott Ptah aus Memphis, den Gott Amun aus Theben und den Sonnengott Re aus Heliopolis zu einer Trinität Amun-Re-Ptah vereinigte, die als Weltgott angesehen wurde.

### Politische Gegebenheiten
Iset lebte in einer Zeit, in der es in Ägypten zu wachsenden wirtschaftlichen und politischen Schwierigkeiten kam. Bereits der Vorgänger ihres Vaters – ihr Cousin – Pharao Ramses V. hatte versucht, eine verlässliche Grundlage für die Einschätzung der landwirtschaftlichen Erträge durch die Schaffung eines zumindest teilweisen Landkatasters zu schaffen. Er starb jedoch, noch bevor dieser ausgewertet werden konnte, an den Pocken. Dessen Anwendung erfolgte erst unter der Regierung ihres Vaters, was jedoch nicht verhindern konnte, dass steigende Getreidepreise zu Hungersnöten führten. Ihr Vater Pharao Ramses VI. ergriff daher drastische Sparmaßnahmen, reduzierte die Truppe der Grabbauer, und statt selbst bedeutende Bauten zu errichten, beschränkte er sich darauf, in Karnak die Inschriften auf vorhandenen Gebäuden von Ramses IV. auf seinen Namen zu ändern, um sie so für sich zu reklamieren.
Es gab auch militärische Probleme, obwohl sich ihr Vater in der Darstellung seiner militärischen Triumphe auf den Tempelwänden als siegreicher Verteidiger Ägyptens präsentierte, da in Wirklichkeit Garnisonen von den Grenzen zurückgezogen werden mussten, um das Kernland zu schützen.
Damals zeigte sich auch ein Riss in der traditionellen religiösen Weltsicht des alten Ägypten durch die vermehrt auftretenden Plünderungen älterer Königsgräber, da diese die Unverletzlichkeit der für die Ewigkeit bestimmten Gräber und die Göttlichkeit der Pharaonen und damit die Grundlagen der ägyptischen Weltordnung (Maat) in Frage stellten.
Zugleich kam es zu einem Schwinden der königlichen Macht, wodurch der Einfluss der großen Familien in den Provinzen anstieg, wo priesterliche und staatliche Ämter vielfach erblich geworden waren. Im Süden des Reichs war der Einfluss des Pharao besonders gering, da sich der Hohepriester des Amun, Ramsesnacht, als eigentlicher Herr über Theben und damit über große Teile Süd-Ägyptens gebärdete. Dies nicht zuletzt, da zu seiner Zeit die Regierungsdauer der Pharaonen so kurz war, dass er selbst sein Amt unter der Herrschaft von sechs Pharaonen – von Ramses III. bis Ramses IX. – ausübte.

### Gottesgemahlin des Amun
Aus dieser schwierigen politischen Situation wird die besondere Rolle verständlich, die Ramses VI. seiner Tochter Iset zugedacht hatte. Sie sollte den Einfluss und die Kontrolle des Pharao im Süden des Reiches durch Übernahme einer bedeutenden religiösen Funktion wieder stärken. Ramses VI. erneuerte dazu eine alte Tradition, indem er das hohe religiöse Amt der Gottesgemahlin des Amun in Karnak erneuerte und seiner Tochter übertrug. Dieses Amt hatte zu Beginn der 18. Dynastie eine große Rolle gespielt, wobei die Königin Ahmes-Nefertiry die erste gewesen sein dürfte, die diesen Titel trug, es war jedoch später außer Gebrauch gekommen.
Als Gottesgemahlin des Amun besaß Iset einen eigenen Palast in Theben und erlangte einen Rang, durch den sie als göttliche Person und als Gemahlin des Gottes Amun über dem bloß „menschlichen“ Hohepriester Ramsesnacht stand und damit in der Lage sein sollte, dessen Machtambitionen einzuschränken und die königliche Kontrolle über den Amun-Tempel in Karnak – und damit über den Süden des Reiches – wieder zu stärken. Dies, da dieser Tempel nicht nur als das zweitgrößte religiöse Bauwerk der Welt galt, sondern weil er nicht nur religiös und politisch, sondern auch wirtschaftlich von größter Bedeutung war, da die ausgedehnten Tempelgüter einen erheblichen Teil der ägyptischen Wirtschaft ausmachten.
Ramses VI. verlieh seiner Tochter Iset darüber hinaus ein weiteres, seit der 18. Dynastie selten übertragenes Amt, das der „Göttlichen Verehrerin des Amun“. Dieses Amt gewann in der Folge wachsende Bedeutung und spielte insbesondere in der Dritten Zwischenzeit eine große Rolle, da die Trägerin dieser Würde beim Wechsel der Dynastie die Tochter des künftigen Pharaos adoptierte und damit die Übertragung der Herrscherrechte indirekt legitimierte. Anders als ihre Vorgängerinnen in diesen Funktionen, die zumeist Königinnen und üblicherweise Große königliche Gemahlinnen waren, war sie die erste, die unverheiratet blieb.

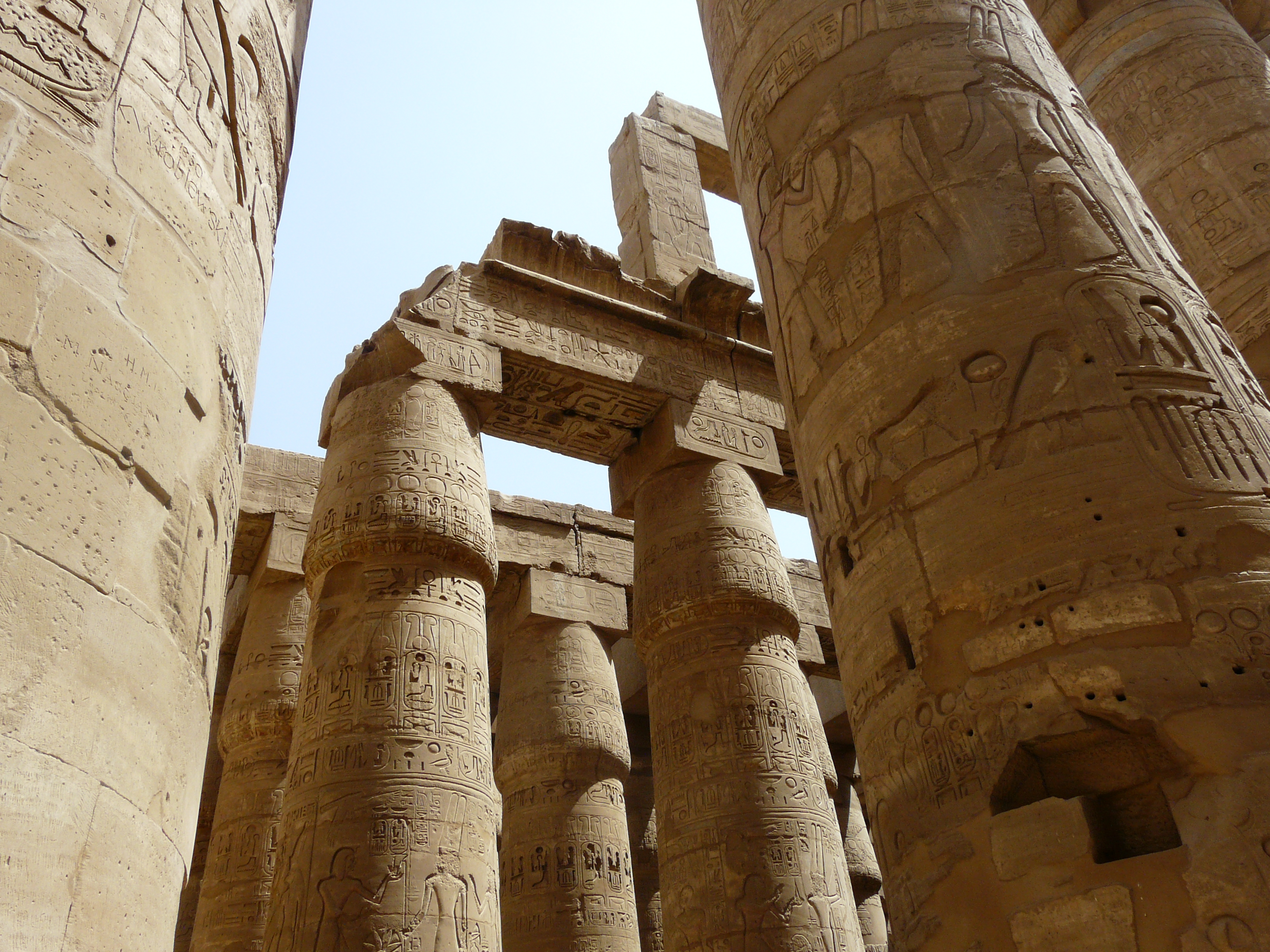
Säulen des Hypostyls im Tempel des Amun-Re in Karnak

Iset lebte daher weit entfernt von ihrer Familie in Theben, das etwa 800 km südlich der Küste des Mittelmeers am Ostufer des Nils lag und seit dem Mittleren Reich als Hauptstadt Ägyptens gedient hatte, jedoch später zugunsten von Memphis im Nildelta aufgegeben worden war. Theben war nicht nur ein wirtschaftlicher und administrativer Schwerpunkt, sondern auch religiöses Zentrum, seit der thebanische Gott Amun zum Hauptgott des Staates geworden war und jeder Pharao bemüht war, seine Vorgänger durch noch bedeutendere Tempelbauten zu übertreffen. Der Tempelbezirk, in dem sich die Überreste der größten Tempelanlage Ägyptens, die Karnak-Tempel, befinden, zu denen der Amun-Tempel, der Tempel des Chons und der Tempel des Ptah zählen, liegt heute in der oberägyptischen Kleinstadt Karnak (arabisch الكرنك al-Karnak – „befestigtes Dorf“), die etwa 2,5 km nördlich von Luxor gelegen ist.
Ob es Iset tatsächlich gelungen ist, wie von ihrem Vater geplant, die Interessen ihrer Dynastie gegen den wachsenden Einfluss von Ramsesnacht, dem Hohepriester des Amun in Theben, durchzusetzen, ist nicht überliefert. Dieser blieb jedenfalls bis zur Herrschaft von Ramses IX. im Amt, worauf sein Sohn Amenophis von etwa 1103 bis 1070 v. Chr. auf ihn nachfolgte.
Iset starb zu einem unbekannten Zeitpunkt wohl in ihrem Palast zu Theben und wurde in der seit etwa 2000 v. Chr. benützten Nekropole Dra Abu el-Naga am Westufer des Nils, nahe dem Tal der Könige, begraben, wo sich auf einem Steinblock ihr Abbild befindet. Es ist zugleich der Friedhof, auf dem auch ihre berühmte Vorgängerin als Gottesgemahlin des Amun, Ahmose-Nefertari, begraben wurde.

## Abbildungen
Eine Abbildung von Iset befindet sich auf einer Stele, die sich heute im Manchester Museum der Universität Manchester befindet. Diese stammt aus der Kleinstadt Koptos (heute Qift), die damals Gebtu hieß, ein bedeutender Warenumschlagplatz und ein religiöses Zentrum war, jedoch später von Theben überflügelt wurde. Auch über ihre Inthronisation als Gottesgemahlin gibt es eine Darstellung auf einem Steinblock aus der Nekropole Dra Abu el-Naga, wobei ihr Name mit der Bezeichnung „Göttliche Verehrerin“ in einer Kartusche aufscheint.